# Галактическая Республика
Галакти́ческая Респу́блика (англ. Galactic Republic) — вымышленное государство звёздных систем с республиканской формой правления во франшизе «Звёздные войны».
Республика, возглавляемая Галактическим сенатом, имела ярко выраженное демократическое управление и смогла просуществовать без изменений более 25 000 лет. В конце концов, благодаря интригам ситхов, Галактическую Республику удалось сначала ослабить в ходе Войн клонов, а затем преобразовать в 19 ДБЯ в Первую Галактическую Империю во главе с Шивом Палпатином (Дартом Сидиусом). Позднее Альянс Повстанцев добился провозглашения Новой Республики, но она уже в 34 ПБЯ потерпела серьёзное поражение от Первого Ордена и более не представляла собой значительной силы.

## История

### Формирование
Рождение Республики состоялось при подписании Галактической Конституции в 25 053 ДБЯ во время Объединительных войн. В тот период люди и дуросы, изучив технологии Раката, изобрели гипердвигатель, что позволило Корусанту стать столицей Галактической Республики и оставаться ею в течение 25 тысяч лет.
Сразу после создания Республики был размечен Перлемианский торговый маршрут, связавший Корусант и Оссус, а также приведший в Республику рыцарей-джедаев. В последующие тысячелетия был размечен Кореллианский путь, связавший Корусант с Кореллией и мирами за ней. С начала использования гиперпространства галактика к западу от Корусанта оставалась аномальной зоной, недоступной для существовавших в Республике технологий, и государство распространялось на восток.

### Ранние годы
Вначале Галактический сенат хотел замедлить экспансию, несмотря на поддержку гиперпространственных исследований. Однако количество миров, входящих в Республику, стремительно возрастало в первую тысячу лет её существования, в основном за счёт планет, желавших получить защиту от Империи Хаттов.
Многие годы рыцари-джедаи и древние Республиканские армия и флот противостояли насилию. Около 24 500 ДБЯ произошёл Первый Великий раскол. Джедаи-раскольники верили, что настоящая сила может быть достигнута не через пассивную медитацию, как учили их мастера-джедаи, а через эмоции. Напряжённость между джедаями и отколовшимися Падшими джедаями, которых сначала возглавлял Ксендор, а после его смерти — Арден Лин, возрастала, пока не разразился конфликт.
В 24 000 ДБЯ Галактическая Республика вступила в войну с Благородным союзом Дезевро и Тиона. Линия фронта передвигалась и столицы обеих противоборствующих сторон подвергались массированной бомбардировке. В конце концов победила Республика, настроив хаттов против тионцев. В течение ста лет большая часть Скопления Тион вошла в состав Республики, кроме Дезевро, пожелавшей остаться независимой.
В Период Великих открытий (20 000 — 17 000 ДБЯ) Республика распространилась по Галактике дальше на восток. В течение этого периода сформировался Регион Экспансии. Однако он сильно пострадал в результате попытки Алсакана перехватить власть над Республикой у Корусанта. В результате с 17 000 ДБЯ периодически происходят Алсаканские конфликты.
В 15 500 ДБЯ, после неудачного первого контакта, Корусант был атакован Звёздными драконами (Дуинуогвуинский конфликт). Конфликт был разрешён мирным путём благодаря Верховному канцлеру Филлориану и философу Звёздных драконов Борз'Мат'о, совместно основавшим Университет Корусанта. До 12 000 ДБЯ на Корусанте также появился Галактический музей в ведении Сената. Не позднее 7308 ДБЯ был утверждён первый стандартный галактический календарь.
В 7 003 ДБЯ произошёл Второй Великий раскол, когда группа падших джедаев обнаружила способ при помощи Силы влиять на жизненные формы. Это дало старт вековой Столетней тьме, явившей Галактике чудовищных существ. В битве у Корбоса в 6900 ДБЯ джедаи разбили бунтовщиков и изгнали падших джедаев из известного пространства. Но падшие джедаи нашли для себя планету Зиост, заброшенный мир, населённый относительно примитивными, но необыкновенно чувствительными к Силе краснокожими ситхами. Используя знание Силы, падшие джедаи произвели на ситхов огромное впечатление и провозгласили себя богами на соседнем Коррибане, став правителями (лордами) ситхов. По прошествии лет произошло смешение падших джедаев и ситхов, и термин «ситх» стал означать не только коренных жителей Коррибана и Зиоста, но также и их правителей — падших джедаев.
В 5 000 ДБЯ Галактическая Республика и Империя ситхов столкнулись в Великой Гиперпространственной Войне. Конфликт длился менее года, но за это время обе строны понесли большие потери, а Империя ушла в Неизведанные регионы, вследствие чего джедаи объявили о полном истреблении ситхов, а Галактический сенат позволил им разместиться над центром Силы, располагавшимся на священной горе на Корусанте.
В 4 250 ДБЯ произошёл Третий Великий раскол, приведший к Гражданской войне на Корусанте. В 4 019 ДБЯ четыре оставшихся в живых магистра-джедая основали Храм джедаев на Корусанте, которому было суждено простоять более 4000 лет.

### Старые войны ситхов
В 4 015 ДБЯ произошла Великая Революция дроидов на Корусанте, возглавляемая HK-01. Восстание в итоге было подавлено джедаями и Республиканской Армией. За этим в 4 000 — 3996 ДБЯ последовали Старые войны ситхов, спровоцированные новыми джедаями-последователями Тёмной стороны. Вслед за этим начались Мандалорские войны (3966 — 3960 ДБЯ). В них столкнулись мандалорцы, надеявшиеся получить колонии за пределами Внешнего Кольца, и Галактическая Республика, опасавшаяся нового вторжения. Мандалорские войны были прелюдией к более опустошительной Джедайской гражданской войне (3959 — 3956 ДБЯ).
В Джедайской гражданской войне, также известной как Война за Звёздную кузницу, сошлись Республика и Империя ситхов во главе с Дартом Малаком; многие миры были опустошены военным флотом ситхов.
Во время Первой Великой Галактической Войны, начавшейся после возвращения Империи ситхов в Галактику из дальних миров, где Дарт Вишейт возобновлял её, Империя нанесла удар по орбитальной станции Республики у планеты Коррибан. Ситхи отбили планету, а затем последовала война, ужасающая своими потерями. Хотя в результате мирных переговоров на Альдераане мир был более-менее восстановлен, Империя нанесла упреждающий удар по Корусанту и захватила его, разбомбив Сенатский округ и Храм джедаев, принудив в обмен на столицу Республике подписать Корусантское соглашение.
Ситуация обострилась, когда Герой Тайтона убил лорда ситхов Тарниса, сына члена Тёмного Совета Дарта Анграла, который напал на Республику, а лорд Вивикар воздействовал на джедаев, насылая на них чуму. Началась Вторая Великая Галактическая Война. Были побеждены Дарт Анграл, Вивикар и Харрон Тавус, командир бывших Разрушителей. В конце Второй Великой Галактической Войны Республика победила Императора ситхов, старший сын Императора, скрывающийся в теле Сайо Бакарна был рассекречен и изгнан, супероружие «Рукавица» перестало угрожать Республике. После Галактический сенат послал своих солдат и джедаев урегулировать Макебский кризис, а когда тёмное воплощение Ревана атаковало и Республику, и Империю, им пришлось заключить союз против Ревана, чтобы противостоять новой угрозе. Реван был повержен, но возрождённый Вишейт не был обрадован действиями своих имперцев и уничтожил планету Зиост вместе с находившимися там и своими, и республиканцами, а затем отступил на планету Закуул, чтобы там создать себе новое тело. Однако ему сделать это не удалось, поскольку он был убит Неизвестным.

### Новые войны ситхов
В 2000 ДБЯ Республика в очередной раз оказалась перед угрозой нападения ситхов, которые создали Новую Империю ситхов, превосходящую любую из предшествующих. Самый разрушительный конфликт в истории «Звёздных войн», Новые ситхские войны, длились более 1 000 лет; имели неустойчивый характер до Битвы при Мизре в 1466 ДБЯ, ставшей величайшей победой ситхов во всей войне. Потери Республики были столь колоссальны, что после битвы начались масштабные волнения и экономический кризис, ознаменовавшие начало почти 500-летнего Тёмного века.
Галактическая Республика потеряла все свои территории в Внешнем и Среднем кольце, кроме Центральных Миров, в то время как Империя ситхов вобрала в себя оставшуюся часть Галактики. Галактический сенат передал всю полноту власти Совету джедаев, а все пехотные части Великой армии Республики были включены в джедайскую Армию Света.
После почти пятисот лет непрекращающейся войны Армия Света загнала ситхов обратно на планету Руусан. Окончательное поражение они понесли в 1000 ДБЯ в Седьмой битве при Руусане, когда лидер ситхов Скер Кааан взорвал бомбу, убившую всех ситхов (кроме Дарта Бейна) и множество джедаев. После битвы был избран Верховный Канцлер Тарсус Валорум, разработавший Руусанскую реформу, подчинившую джедаев сенату и распустившую Великую Армию Республики. После в Республику пришли мир и процветание. Республика всё больше полагалась на джедаев в поддержании цивилизованности, а полномасштабные военные конфликты остались в прошлом.

### Упадок Республики
По мере возрастания мощи Республики многие бюрократы и сенаторы, входившие в правительство, становились особенно корыстны и самодовольны. Бюрократия, росшая и распространявшаяся тысячелетиями, душила любые попытки активного управления. Кроме того, купленные политики и личные интересы также препятствовали эффективной работе, и вследствие капиталистической природы Республики, корпорации, вроде Торговой Федерации и Техносоюза набирали силу и даже создавали собственные армии.
В 32 ДБЯ член Галактического сената от планеты Набу Палпатин инициировал принятие закона о налогообложении свободных торговых зон, который разрушил монополию Торговой Федерации на торговлю с окраинными мирами. После этого Палпатин в облике Дарта Сидиуса вступил в сговор с руководством Торговой Федерации, предложив в ответ устроить блокаду планеты Набу. Организованный Палпатином кризис вокруг Набу показал недееспособность Сената и Верховного канцлера Валорума. В результате интриг Палпатина Сенат объявил вотум недоверия Валоруму, к тому же обвинённому в коррупции. Новым канцлером был избран Палпатин.

### Войны клонов

Эмблема Великой Армии Республики и её герб

Тем временем на окраинах Республики зародились и окрепли сепаратистские силы в лице Конфедерации независимых систем, возглавляемой тёмным джедаем графом Дуку. Дарт Сидиус использовал Конфедерацию независимых систем Дуку для дальнейшего раскола и ослабления Республики.
Оказавшись перед угрозой распада Республики Сенат решился вручить канцлеру Палпатину чрезвычайные полномочия. Первым же указом Палпатин воссоздал Великую армию Республики для вооружённого отпора сепаратистам.
Кризис случился, когда несколько звёздных систем и коммерческих организаций Республики, будучи недовольными коррупцией и капитализмом, объединились с целью отделения от Республики. Этот объединённый фронт стал известен как Конфедерация независимых систем. Напряжённость между Республикой и сепаратистами, в конце концов, превратилось во всеобщую войну, когда ударная команда джедаев прилетела на Джеонозис. Таким образом началась Гражданская война, которую канцлер использовал в качестве предлога для сосредоточения в своих руках всё большей власти, вызвав этим подозрения со стороны Совета Джедаев.
В последующие годы Сенат увеличил полномочия Палпатина, ставшего политическим Главнокомандующим. Это решение было принято во имя безопасности, и вскоре Палпатину для принятия многих решений уже не нужно было согласие Сената. Поскольку Канцлер оставался верен подавляющему большинству своих сторонников в Сенате, это расценивалось вполне оправданным для повышения эффективности управления в военное время.

### Конец демократии
Тем временем канцлер Палпатин сближается с джедаем Энакином Скайуокером, который информирует его о происходящем в Совете. Но вскоре Скайуокер обнаруживает, что канцлер Палпатин и есть Владыка ситхов Дарт Сидиус, и докладывает об этом Совету Джедаев. При попытке арестовать Сидиуса глава Совета джедаев Мейс Винду и сопровождавшие его джедаи погибают. После этого Скайуокер переходит на сторону Дарта Сидиуса и становится его учеником, перебив в Храме джедаев по приказу учителя всех детей-юнлингов — начинающих джедаев. Одновременно, по секретной директиве Палпатина, воины-клоны истребляют почти всех джедаев, сражающихся в других системах.
На внеочередном заседании Сената канцлер Палпатин сообщает о том, что джедаи попытались совершить переворот и силой захватить власть в Республике. Он слагает с себя полномочия канцлера и объявляет бывшую Республику Первой Галактической Империей, а себя — её Императором. Обманутые обаянием и красноречием Палпатина в сочетании с тёмной силой убеждения, большая часть Сената громко приветствовала его в знак согласия.
Незадолго до Битвы у Явина, Палпатин распустил Сенат, окончательно упразднив Республику. Власть Сената перешла к моффам и региональным правителям.
После поражения Империи в Битве у Эндора в Галактической гражданской войне Галактическая Республика была восстановлена как Новая Республика.

## Исторические параллели
Некоторые источники усматривают параллели между Галактической Республикой и возникшей на её основе Галактической Империей с одной стороны и историей Древнего Рима — с другой. Также перерождение Республики в Империю сравнивается с определёнными эпизодами новейшей истории США.
Усматриваются связи между порядками в Республике и в «Государстве» Платона, в качестве примера можно привести джедаев и стражей, призванных охранять Государство.
Некоторые считают, что приход к власти Палпатина (что, в свою очередь, привело к возникновению Галактической Империи взамен Галактической Республики) аналогичен приходу Адольфа Гитлера в Германии; став канцлером, он получил «чрезвычайные полномочия», как и Канцлер Палпатин, использовав их для преобразования режима Веймарской республики в Третий Рейх. Также Палпатина сравнивают с Октавианом Августом, первым римским императором, и Наполеоном Бонапартом, который из правителя Первой французской республики стал главой Первой французской империи. Проводятся параллели с американской Гражданской войной: и Палпатин, и Линкольн приняли «чрезвычайные полномочия», чтобы остановить войну с сепаратистами.